# Krokodýl Johnstonův
Krokodýl Johnstonův (Crocodylus johnsoni Krefft, 1873) nazývaný též krokodýl australský je druh sladkovodních krokodýlů žijící na severním pobřeží Austrálie.

## Synonyma
- Crocodylus johnstoni Krefft, 1873

## Popis
Oproti jiným druhům krokodýlů má delší končetiny, které mu společně s pružným ocasem umožňují rychlý pohyb po souši i na delší vzdálenosti. Tato vlastnost je důležitá v období sucha, kdy vysychají celé řeky a krokodýl johnsonův se může z vysychajícího jezírka přesunout. K dalším typickým znakům patří úzký, špičatý čenich a poměrně světlé zbarvení. Patří k menším druhům krokodýlů, zřídka dosahuje délky přes 250 cm. Živí se rybami.

## Areál rozšíření
Krokodýl Johnsonův se vyskytuje v řekách na severním pobřeží Austrálie.